# 524
| [ Edytuj tabelę ]          |                                                                                     |
| Król Aksum                 | - 520 Kaleb 540                                                                     |
| Cesarz Bizancjum           | - 518 Justyn I 527                                                                  |
| Cesarz Chin                | - 502 Liang Wudi 549                                                                |
| Król Franków               | - 511 Chlodomer 524 - 511 Childebert I 558 - 511 Teuderyk I 534 - 511 Chlotar I 561 |
| Król Kentu                 | - 522 Eormenric 560                                                                 |
| Patriarcha Konstantynopola | - 520 Epifaniusz 535                                                                |
| Władca Korei               | - 519 Anjang 531                                                                    |
| Król Mercji                | - 501 Cnebba (?) 566                                                                |
| Król Munsteru              | - 523 Dub 527                                                                       |
| Król Ostrogotów            | - 471 Teodoryk Wielki 526                                                           |
| Papież                     | - 523 Jan I 526                                                                     |
| Król Persji                | - 488 Kawad I 531                                                                   |
| Król Wandalów              | - 523 Hilderyk 530                                                                  |
| Król Wessexu               | - 519 Cerdic 534                                                                    |
| Król Wizygotów             | - 511 Teodoryk Wielki 526                                                           |

Rok 524 / DXXIV
stulecia: V wiek ~
VI wiek ~
VII wiek

lata: 514 «
519 «
520 «
521 «
522 «
523 «
524
» 525
» 526
» 527
» 528
» 529
» 534

## Wydarzenia
- 25 czerwca – wojna Franków z Burgundami: zwycięstwo burgundzkie w bitwie pod Vézeronce.
- Powstało O pocieszeniu, jakie daje filozofia Boecjusza (data sporna lub przybliżona).

## Urodzili się
- 18 września – Kan Bahlam I, majański władca miasta Palenque

## Zmarli
- Boecjusz, ostatni wielki filozof tradycji klasycznej, stracony na rozkaz Teodoryka Wielkiego (data sporna lub przybliżona)
- 1 maja – Zygmunt I Święty, król Burgundii, święty katolicki
- 29 listopada – Ahkal Mo' Nahb I, majański władca miasta Palenque